# Éditions Artémis
Pour les articles homonymes, voir Artémis (homonymie).
 (septembre 2024).
Si vous disposez d'ouvrages ou d'articles de référence ou si vous connaissez des sites web de qualité traitant du thème abordé ici, merci de compléter l'article en donnant les références utiles à sa vérifiabilité et en les liant à la section « Notes et références ».
Les Éditions Artémis sont une maison d'édition française spécialisée dans les ouvrages pratiques et appartenant à la société Losange. Elle est établie à Chamalières, près de Clermont-Ferrand.